# Карумба
Карумба (англ. Karumba) — небольшой город в районе Карпентария, Квинсленд, Австралия. В 2016 году население Карумбы составило 531 человек.

## География
Город расположен в северо-западной части Квинсленда, на побережье залива Карпентария, в устье реки Норман. Расстояние (по автодороге) до Нормантона (центра района) — 71 км, до Брисбена (столица штата) — 2130 км.

## Демография
По данным переписи 2016 года, население Карумбы составляло 531 человек. 54,9 % составляли мужчины, а 45,1 % — женщины. 73 % населения города родились в Австралии. Остальные родились в Великобритании (2,3 %), Филиппинах (1,9 %) , Новой Зеландии (1,3 %) и Нидерландах (1,3 %).

## Климат
| Показатель                                                                  | Янв.  | Фев.  | Март  | Апр. | Май  | Июнь | Июль | Авг. | Сен. | Окт. | Нояб. | Дек.  | Год   |
| --------------------------------------------------------------------------- | ----- | ----- | ----- | ---- | ---- | ---- | ---- | ---- | ---- | ---- | ----- | ----- | ----- |
| Абсолютный максимум, °C                                                     | 39,8  | 37,6  | 38,4  | 38,9 | 34,5 | 32,8 | 32,4 | 35,4 | 36,9 | 40,4 | 40,7  | 41,3  | 41,3  |
| Абсолютный минимум, °C                                                      | 19,6  | 18,3  | 18,0  | 13,6 | 8,0  | 6,9  | 6,1  | 5,3  | 10,6 | 12,2 | 17,8  | 17,9  | 5,3   |
| Норма осадков, мм                                                           | 231,0 | 260,3 | 156,6 | 30,3 | 1,0  | 8,5  | 7,1  | 2,0  | 1,6  | 7,3  | 45,5  | 142,1 | 893,3 |
| Источник: http://reg.bom.gov.au/climate/averages/tables/cw_029028_All.shtml |       |       |       |      |      |      |      |      |      |      |       |       |       |